# Mamá querida
Mamá querida es una película de Argentina en colores dirigida por Silvio Fischbein según su propio guion escrito en colaboración con Diana Fischbein y Adrián Desiderato  según la historia de Silvio Fischbein que se estrenó el 29 de septiembre de 1988 y que tuvo como principales intérpretes a Chela Ruiz, Víctor Laplace, Selva Alemán y Omar Fanucci.

## Sinopsis
Una mujer madura postrada, atendida por su hija menor, y su dolor físico, su soledad, y el sostén de su afición a la pintura.

## Reparto
- Chela Ruiz	...	Berta
- Víctor Laplace	...	Mario
- Selva Alemán	...	Marta
- Omar Fanucci 	...	Natalio
- Héctor Tealdi
- Laura Marino
- Beatriz Irusta
- Elita Aizemberg
- Carolina Fischbein
- Beatriz Raiter
- Fernando Di Leo
- Noemí Kazán
- Omar Tiberti
- Susana Sisto
- Silvana Silveri

## Comentarios
Homero Alsina Thevenet en Página 12 escribió:

«Madre hay una sola, pero suegras sobran: La opera prima de Fischbein apunta sobre la opresión materna, su debut demuestra algunas habilidades...restringirse a su tema, expresarlo en situaciones, eliminar todo discurso, y sobre todo crear un final abierto, donde no se pretende solucionar un problema insoluble.»

Paraná Sendrós en Ámbito Financiero escribió:

«...sabe exponer el conflicto de la contradicción filial.»

Jorge Carnevale en El Heraldo del Cine dijo de la película:

«Intenciones confusas sobre la vejez.»

Manrupe y Portela escriben:

«Uno de los grandes temas ignorados por el cine, en un acercamiento más que estimable bien dirigido y nada condescendiente.»

## Premios
Asociación de Cronistas Cinematográficos de la Argentina
- Premio Cóndor de Plata a la Mejor Actriz de 1989 a Chela Ruíz.
- Selva Alemán, candidata al Premio Cóndor de Plata a la Mejor Actriz.

Festival Internacional de Cine de Cartagena de 1988
- Premio India Catalina de Oro a la Mejor Actriz a Chela Ruiz.